# 1896 год в кино

## События
- Январь — в США Чарлз Фрэнсис Дженкинс (англ. Charles Francis Jenkins) и Томас Армат (англ. Thomas Armat) усовершенствуют «кинетоскоп» Эдисона и создают кинопроекционный аппарат «фантаскоп» (он же «вайтоскоп»). Патент выкуплен Эдисоном.
- 6 января — впервые показан на общедоступном сеансе фильм «Прибытие поезда на вокзал Ла-Сьота».
- 14 января — Бирт Акрес представляет Королевскому фотографическому обществу (англ. Royal Photographic Society) в Куинс-холл в Лондоне свой «кинеоптикон».
- 20 февраля — Уильям Поль в Лондоне демонстрирует свою версию кинопроекционного аппарата — «театрограф» (позже известный как «аниматограф»).
- 20 февраля — первые показы фильмов братьев Люмьер в Великобритании.
- Апрель — Томас Эдисон и Томас Армат показывают «вайтоскоп» в Нью-Йорке.
- 26 мая (14 мая) — оператор компании «Люмьер» Камилл Серф снимает в Москве хронику коронационных торжеств Николая II. Первая киносъёмка в России. Первая в мире документальная съёмка коронации.
- 26 июля — В Новом Орлеане открыт «Vitascope Hall», первое фиксированное место для просмотра кинематографа.
- 19 октября — В Нью-Йорке открывается «Edisonia Hall», первое здание построенное специально для просмотра кинематографа.
- 11 ноября — создан первый испанский фильм Salida de misa de doce del Pilar de Zaragoza.
- Во Франции начинает активную кинематографическую деятельность общепризнанный первооткрыватель многих классических приёмов трюковой съёмки Жорж Мельес.
- В Париже братьями Пате основана кинокомпания «Pathé».
- Уильям Николас Селиг основывает Selig Polyscope Company в Чикаго и снимает свой первый фильм «Бродяга и собака» («The Tramp and the Dog»).
- В этом году братья Луи Жан и Огюст Люмьер совершили мировое турне со своим изобретением — «синематографом», посетив Лондон, Нью-Йорк, Мумбаи.

### В Российской Империи
- 29 января (11 февраля) — Петербург. Первая российская рецензия на «синематограф» Люмьер: «…видеть, сидя у себя в комнате, дорогих людей, уже умерших или находящихся за тридевять земель от нас, ходящими, действующими, смеющимися, или какое-нибудь великое историческое событие, целое народное торжество с тысячной толпой, принимающей в нём участие, когда эти события или торжества происходили за сотни лет до нас — что все это как не мечта, как не пустой, но сладкий сон? А между тем, этот сон — теперь осуществившийся факт. Многие события, происходящие теперь, наши потомки будут в состоянии видеть столетия спустя не в мёртвой картине, а в движении…»[1]
- 4 марта (16 марта) — Киев. Демонстрация в театре Соловцова «движущихся оптических картин» художником В. М. Галимским: «Жертвоприношение Ифигении», «Ангел грусти», «Четыре времени года», «Ночь под Ивана Купала», «Амур и психея», «Стенька Разин», «Утро, день, вечер и ночь», «Идиллия», «Цыганский табор». В антрактах между показом картин выступали певцы, хор музыкальной школы под руководством С. Блюменфельда, звучали арии из опер в исполнении А. Штосс-Петровой, О. Мишуги, Н. Черномор-Задерновской. Выступал оркестр под управлением М. Черняховского.[2]
- 16 мая (4 мая) — первая демонстрация кинематографа в России в Петербурге в саду «Аквариум» между вторым и третьим актами оперетты «Альфред-паша в Париже».
- 7 июня (26 мая) — первый кинопоказ в Москве в увеселительном саду «Эрмитаж», по окончании оперетты «Ставный тестюшка».

### В Польше
- 13 февраля (25 февраля) — Львов. Опубликована рецензия в львовской газете «Общественно-политическое и литературное обозрение» на «синематограф» Люмьер.  «К цветным зрелищам остаётся один шаг, и легко себе вообразить, какие замечательные результаты даст кинематограф, если кроме движения будет воссоздавать ещё и настоящие цвета. Применив к нему фонограф, можно будет создать дома у себя спектакль комедий, опер, драм и воссоздать сцены из жизни отдалённых народов. Это уже не является мечтанием, когда кинематограф и цветная фотография вместе с фонографом уже созданы».[3]
- 18 июля — первая в Польше демонстрация кино во Львове (эдисоновская аппаратура).
- 14 ноября — второй в Польше и первый на территории современной Польши показ фильма в Кракове (аппаратура братьев Люмьер).

## Фильмы

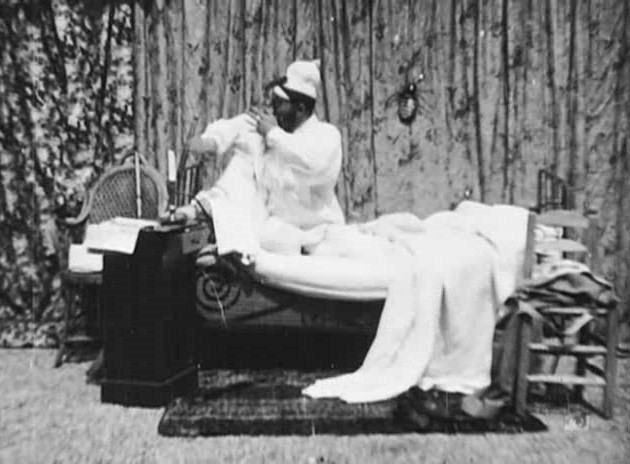
Кадр из фильма «Ужасная ночь»

- «Бивак» (фр. Le Bivouac), Франция (реж. Жорж Мельес).
- «Бокс с кенгуру (англ. The Boxing Kangaroo)», Великобритания (реж. Бирт Акрес).
- «Боксёрский поединок (англ. Boxing Match; or, Glove Contest)», Великобритания (реж. Бирт Акрес).
- «Булонский лес (фр. Bois de Boulogne))», Франция (реж. Жорж Мельес).
- «Возвращение мужа» (англ. Two AM; or, The Husband's Return), Великобритания (реж. Уильям Поль).
- «Грабители» (англ. Footpads), Великобритания (реж. Уильям Поль).
- «Гранд-канал в Венеции» (фр. Panorama du Grand Canal vu d'un bateau), Франция (реж. Александр Промио).
- «Замок дьявола» (фр. Le manoir du diable), Франция (реж. Жорж Мельес).
- «Защита» (фр. Défense d'afficher), Франция (реж. Жорж Мельес).
- «Игра в снежки» (фр. Bataille de boules de neige), Франция (реж. Луи Люмьер).
- «Исчезновение дамы в театре Робер-Удена» (фр. Escamotage d'une dame au théâtre Robert Houdin), Франция (реж. Жорж Мельес).
- «Итальянский бульвар (фр. Boulevard des Italiens)», Франция (реж. Жорж Мельес).
- «Кошмар» (фр. Le Cauchemar), Франция (реж. Жорж Мельес).
- «Лодки покидают порт в Трувилле» (фр. Barque sortant du port de Trouville), Франция (реж. Жорж Мельес).
- «Лошадиная ярмарка в Барнете» (англ. Barnet Horse Fair), Великобритания (реж. Уильям Поль).
- «Малыш и девочки (фр. Bébé et fillettes)», Франция (реж. Жорж Мельес).
- «Мастерские в Ла-Сьота» (фр. Ateliers de La Ciotat), Франция (реж. Луи Люмьер).
- «Морское купание» (фр. Baignade en mer), Франция (реж. Жорж Мельес).
- «Паровая машина (фр. Batteuse à vapeur)», Франция (реж. Жорж Мельес).
- «Пароходы на Сене (фр. Bateau-mouche sur la Seine)», Франция (реж. Жорж Мельес).
- «Партия в карты» (фр. Une partie de cartes), Франция (реж. Жорж Мельес).
- «Поливальщик» (фр. L'arroseur), Франция (реж. Жорж Мельес).
- «Поцелуй» (англ. The Kiss), США (реж. Уильям Хейз (англ. William Heise)).
- «Прачки (фр. Les Blanchisseuses)», Франция (реж. Жорж Мельес).
- «Прибытие поезда на вокзал Ла-Сьота» (фр. L’Arrivée d’un train en gare de la Ciotat), Франция (реж. Луи Люмьер, Огюст Люмьер).
- «Прибытие поезда на станцию в Венсене» (фр. Arrivée d'un train gare de Vincennes), Франция (реж. Жорж Мельес).
- «Разрушение стены (фр. Démolition d'un mur)», Франция (реж. Луи Люмьер).
- «Драгуны переплывают Сону» (фр. Dragons traversant la Saône à la nage), Франция (реж. Луи Люмьер, Огюст Люмьер).
- «Ужасная ночь» (фр. Une nuit terrible), Франция (реж. Жорж Мельес).
- «Фея с капустой (фр. La Fée aux choux)», Франция (реж. Алис Ги-Блаше).
- «Цыганский табор (фр. Campement de bohémiens)», Франция (реж. Жорж Мельес).

### Серия фильмов оРипе ван Винкле
- «Тост Рипа» (англ. Rip's Toast), США (реж. Уильям Диксон).
- «Рип встречает гнома» (англ. Rip Meeting the Dwarf), США (реж. Уильям Диксон).
- «Выход Рипа и гнома» (англ. Exit of Rip and the Dwarf), США (реж. Уильям Диксон).
- «Рип покидает своё спальное место» (англ. Rip Leaving Sleepy Hollow), США (реж. Уильям Диксон).
- «Тост Рипа за Хадсона» (англ. Rip's Toast to Hudson and Crew), США (реж. Уильям Диксон).
- «20 лет сна Рипа» (англ. Rip's Twenty Years' Sleep), США (реж. Уильям Диксон).
- «Пробуждение Рипа» (англ. Awakening of Rip), США (реж. Уильям Диксон).
- «Рип переходит через холм» (англ. Rip Passing Over the Mountain), США (реж. Уильям Диксон).

## Родились
- 2 января — Дзига Вертов, советский кинорежиссёр, один из ключевых теоретиков документального кино (умер в 1954 году).
- 20 января — Изабель Уизерс (англ. Isabel Withers), американская киноактриса (умерла в 1968 году).
- 21 января — Дж. Кэролл Нейш (англ. J. Carrol Naish), американский актёр (умер в 1973 году).
- 26 апреля — Руут Тармо, советский актёр театра и кино (умер в 1967 году).
- 28 июня — Констанс Бинни, американская актриса немого кино (умерла в 1989 году).
- 5 июля — Жан Михаил, румынский кинорежиссёр и сценарист (умер в 1963 году).
- 16 июля — Эвелин Прир (англ. Evelyn Preer), американская актриса и певица (умерла в 1932 году).
- 25 июля — Джек Перрин (англ. Jack Perrin), американский актёр (умер в 1967 году).
- 14 августа — Теодор Лутс, советский режиссёр, оператор (умер в 1980 году).
- 18 августа — Джек Пикфорд, американский актёр, брат звезды немого кино Мэри Пикфорд (умер в 1933 году).
- 19 августа — Ольга Бакланова, русская и американская актриса театра и кино (умерла в 1974 году).
- 27 августа — Фаина Раневская, советская актриса театра и кино, народная артистка СССР (умерла в 1984 году).
- 30 августа — Рэймонд Мэсси, американский актёр, обладатель звезды на Голливудской «Аллее славы» (умер в 1983 году).
- 21 октября — Евгений Шварц, советский драматург, автор сценариев к нескольким фильмам (умер в 1958 году).
- 25 ноября — Рут Эттинг, американская актриса и певица (умерла в 1978 году).
- 10 декабря — Торстен Бергстрём (англ. Torsten Bergström), шведский актёр и режиссёр (умер в 1948 году).
- 31 декабря — Татьяна Семёновна Барышева, советская актриса театра и кино (ум. 1979).